# Protestos contra as eleições nos Estados Unidos em 2020-21
Os protestos eclodiram em várias cidades dos Estados Unidos após a eleição presidencial de 2020, realizada em 3 de novembro de 2020, entre o então presidente Donald Trump e o candidato do Partido Democrata, vice-presidente Joe Biden. Biden venceu a eleição, obtendo 81,3 milhões de votos (51,3%) contra 74,2 milhões de Trump (46,9%), conquistando também o Colégio Eleitoral por 306 a 232. A vitória de Biden foi confirmada em 7 de novembro, após a apuração dos votos, incluindo os votos por correspondência [en]. O Colégio Eleitoral votou em 14 de dezembro, conforme a lei, formalizando a vitória de Biden.
Antes e após a eleição, Trump, sua campanha presidencial e seus aliados questionaram a legitimidade do processo eleitoral, alegando, sem fundamento, a existência de fraudes eleitorais generalizadas. Trump e seus aliados apresentaram dezenas de contestações judiciais contra os resultados [en], que foram rejeitadas por pelo menos 86 juízes de diferentes espectros políticos, em tribunais estaduais e federais, incluindo juízes nomeados pelo próprio Trump. Os tribunais concluíram que as alegações não tinham base factual ou legal. As acusações infundadas de fraude eleitoral generalizada também foram refutadas por autoridades eleitorais estaduais.
Manifestantes pró-Trump, incluindo grupos como os Proud Boys, realizaram várias demonstrações em Washington, D.C., capitais estaduais e outras localidades do país, protestando contra os resultados eleitorais e ecoando as alegações de fraude de Trump. Em novembro e dezembro de 2020, ocorreram confrontos noturnos e tumultos nas ruas de Washington, D.C., entre apoiadores de Trump, que se recusavam a aceitar a derrota do presidente, incluindo os Proud Boys, e contramanifestantes.
Em 6 de janeiro de 2021, dia em que o Congresso realiza a contagem oficial dos votos do Colégio Eleitoral, apoiadores de Trump se reuniram para o comício "Save America", onde ouviram discursos do presidente Trump e de seu advogado pessoal, o ex-prefeito de Nova York Rudy Giuliani. Antes do término dos discursos, uma multidão de manifestantes marchou rumo ao Congresso e invadiu o edifício do Capitólio. O Congresso estava em sessão, certificando a contagem dos votos do Colégio Eleitoral [en]. Vários edifícios do complexo do Capitólio foram evacuados, e os manifestantes romperam a segurança, entrando no prédio do Capitólio, incluindo o National Statuary Hall. Todo o complexo do Capitólio foi posteriormente isolado. Houve relatos de um confronto armado nas portas das câmaras da Câmara dos Representantes, uma pessoa foi baleada dentro do edifício do Capitólio, e um policial do Capitólio morreu após sofrer um derrame no dia seguinte. Pelo menos dois dispositivos explosivos improvisados foram encontrados.
Após a invasão do Capitólio, pelo menos 36 deputados democratas pediram o impeachment imediato de Trump e sua remoção pelo Congresso. Autoridades estaduais, incluindo o vice-governador de Maryland, Boyd Rutherford [en], apoiaram o impeachment, e representantes solicitaram ao vice-presidente Mike Pence que removesse Trump por meio da Vigésima Quinta Emenda. Trump continuou enfrentando críticas nos dias seguintes e, devido ao seu uso de redes sociais [en] para incentivar os protestos e a violência de seus apoiadores, foi eventualmente restringido ou banido de várias plataformas online, incluindo YouTube, Facebook, Instagram e seu preferido Twitter.
Apoiadores armados de Trump continuaram a protestar [en] após a invasão do Capitólio. Na preparação para a cerimônia de posse do presidente Biden, milhares de tropas da Guarda Nacional foram enviadas à capital, com até 25.000 presentes no dia da posse.

## Causas
Em declarações feitas na Casa Branca nas primeiras horas de 4 de novembro, o presidente Donald Trump alegou, sem apresentar evidências, que "fraudes" estavam sendo cometidas durante os esforços de contagem de votos e afirmou: "Nós vamos ganhar isso. No que me diz respeito, já ganhamos." Algumas grandes redes de televisão realizaram verificação de fatos ao vivo e interromperam o discurso do presidente, enquanto outras ofereceram cobertura ininterrupta. O ex-estrategista-chefe da Casa Branca [en] Steve Bannon sugeriu que Trump iniciasse seu segundo mandato ordenando as execuções do Dr. Anthony Fauci e do diretor do FBI Christopher A. Wray como "um aviso aos burocratas federais".
Observadores políticos haviam sugerido a possibilidade de uma eleição contestada e uma reivindicação prematura de vitória por Trump nos meses anteriores à eleição. Essa expectativa baseava-se na probabilidade de que os votos iniciais contados na noite da eleição fossem fortemente favoráveis aos republicanos, enquanto os votos por correspondência fossem majoritariamente democratas, uma mudança que se tornou mais favorável a Biden à medida que mais votos eram contados e poderia ser deturpado como fraudulento.

## Protestos pró-Trump
Eventos pró-Trump relacionados ao resultado da eleição ocorreram em todo o país a partir de 4 de novembro.

### Novembro de 2020

#### 4 de novembro
Em Phoenix, Arizona, manifestantes pró-Trump se reuniram para exigir a contagem dos votos restantes da cidade. Numerosos outros protestos ocorreram no mesmo dia em grandes cidades, incluindo Los Angeles, Seattle, Houston, Pittsburgh, Minneapolis e San Diego, alguns sobre a eleição e outros sobre a desigualdade racial [en] no país.

#### 5 de novembro
O Facebook baniu uma página de grupo chamada "Stop the Steal", que apoiadores de Trump usavam para organizar protestos contra os resultados eleitorais após as alegações de fraude de Trump. A página alcançou 300.000 seguidores antes de ser desativada pelo Facebook, que citou apelos à violência por alguns participantes. Foi relatado que o grupo estava ganhando mil novos membros a cada dez segundos. Em Atlanta, enquanto trabalhadores eleitorais no State Farm Arena contavam votos, manifestantes pró-Trump se reuniram do lado de fora, entoando "Parem a trapaça!"

#### 6 de novembro
Em Detroit, mais de 200 manifestantes, alguns armados, se reuniram do lado de fora da sala de apuração no TCF Center [en] enquanto Biden e Kamala Harris assumiam a liderança na contagem de votos do estado. Phil Robinson, fundador da Michigan Liberty Militia, que foi considerada um "grupo antigoverno extremo" pelo Southern Poverty Law Center, disse que estava no protesto para combater "tirania e fraude". Em Youngstown, Ohio, cerca de cinquenta manifestantes pró-Trump se reuniram fora da estação de notícias WKBN. Protestos pró-Trump foram realizados em Arizona, Pensilvânia e Michigan. No Arizona, o teórico da conspiração de extrema-direita Alex Jones pediu que os manifestantes "cercassem a Casa Branca e apoiassem o presidente".

#### 7 de novembro
Em Little Rock, Arkansas, um grupo de cerca de cinquenta apoiadores de Trump, muitos dos quais armados, foi confrontado por um grupo menor de contramanifestantes no edifício do Capitólio Estadual. Em North Las Vegas, cem apoiadores de Trump protestaram do lado de fora do Departamento Eleitoral do Condado de Clark. Em Lansing, mais de quinhentos apoiadores de Trump protestaram contra os resultados eleitorais no Capitólio Estadual. Em Raleigh, Carolina do Norte, Ryan Fournier liderou comícios "Stop the Steal" no Halifax Mall e na Mansão Executiva da Carolina do Norte. Contramanifestantes debateram com apoiadores de Trump e transformaram o "Stop the Steal" em uma festa no Halifax Mall. Em Salem, Oregon, dois protestos distintos foram registrados, com participantes questionando os resultados da eleição. Quatro pessoas foram presas durante os protestos.

#### 8 de novembro
Em Phoenix, Arizona, centenas de apoiadores de Trump, muitos armados, protestaram contra a vitória de Biden, alegando que o Partido Democrata havia roubado a eleição. Havia também pequenos grupos de contramanifestantes. Em Austintown, Ohio, centenas de manifestantes pró-Trump se reuniram fora de negócios locais com a intenção de marchar em direção ao Walmart local.

#### 14 de novembro

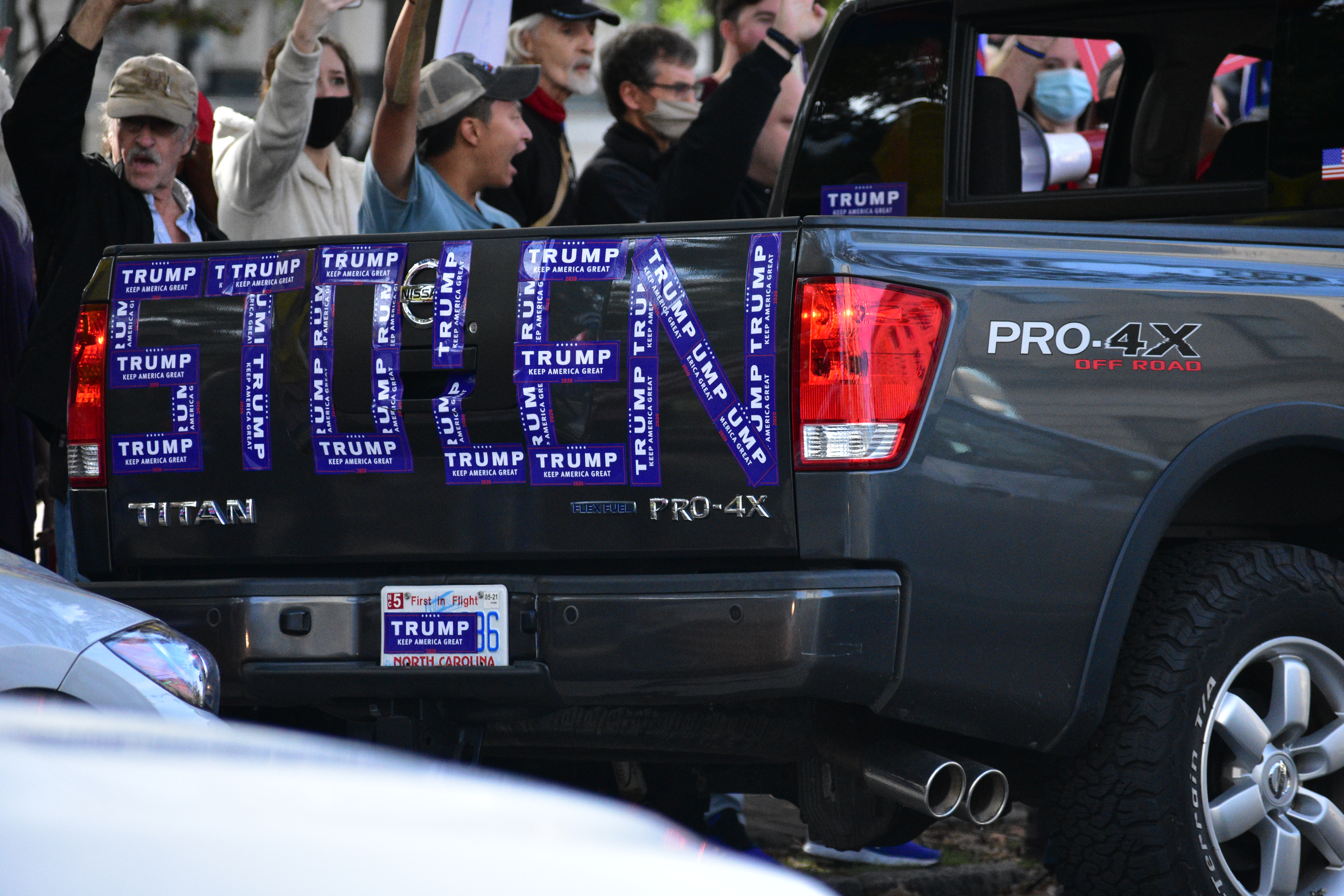
Manifestantes pró-Trump em Raleigh, 14 de novembro de 2020

Em Washington, D.C., milhares de manifestantes se reuniram para apoiar as alegações eleitorais de Trump. Os participantes incluíam nacionalistas brancos e membros de grupos de extrema-direita, como os Proud Boys, alguns usando capacetes e coletes à prova de balas. Alguns membros republicanos do Congresso também compareceram. Os manifestantes deram vários nomes à sua ação, incluindo "Marcha Million MAGA", comício "Stop the Steal" e "Marcha por Trump". O presidente acenou para os manifestantes enquanto sua carreata do Serviço Secreto passava pela Freedom Plaza [en] na Avenida Pensilvânia durante a manhã, antes de viajar para o Trump National Golf Club a noroeste de Washington. O Departamento de Polícia Metropolitana de D.C. [en] prendeu 20 pessoas por várias infrações, incluindo violações de posse de arma de fogo, agressão, agressão a um policial e conduta desordeira.
Após o anoitecer, as tensões escalaram entre manifestantes e contramanifestantes. Manifestantes anti-Trump roubaram e queimaram mercadorias MAGA, mesas de vendedores de roupas de Trump foram derrubadas, e fogos de artifício foram disparados. A cinco quarteirões a leste da Casa Branca, a violência irrompeu entre contramanifestantes e apoiadores do presidente, que empunhavam cassetetes. Os grupos brigaram por vários minutos antes que a polícia chegasse e limpasse o cruzamento. Um homem foi esfaqueado nas costas durante o tumulto e foi levado a um hospital.

#### 15 de novembro
Em San Antonio, várias centenas de manifestantes pró-Trump marcharam pelo centro de San Antonio por aproximadamente uma hora. Ao mesmo tempo, uma caravana de carros decorados percorreu a cidade para celebrar a vitória de Biden.

#### 18 de novembro
O apresentador de talk-show Alex Jones e o comentarista político Nick Fuentes lideraram um grupo de manifestantes em um protesto "Stop the Steal" no Capitólio do Estado da Geórgia em Atlanta. Jones posteriormente pediu que os fãs "fossem agora para a capital da Geórgia e cercassem a mansão do governador agora".

#### 21 de novembro
Em Sacramento, duzentos manifestantes participaram de um protesto em apoio ao presidente. O protesto tornou-se violento quando os manifestantes marcharam para a Cesar Chavez Plaza, onde foi declarado uma assembleia ilícita devido a confrontos; um manifestante foi preso.

#### 22 de novembro
Em Charlotte, dezenas de manifestantes organizaram o primeiro protesto eleitoral da cidade na forma de um comboio de veículos no Marshall Park.

#### 26 de novembro
Em Chicago, 60 manifestantes realizaram um comício em apoio a Trump no Millennium Park. Os participantes incluíam Edgar "Remy Del Toro" Gonzalez, presidente do capítulo de Chicago dos Proud Boys, e apoiadores do Back the Blue. Algumas dezenas de ativistas anti-Trump fizeram uma contramanifestação.

### Dezembro de 2020

#### 5 de dezembro
Em Michigan, a secretária de Estado de Michigan, Jocelyn Benson [en], tuitou que dezenas de manifestantes armados se reuniram do lado de fora de sua casa, entoando "Stop the Steal" e segurando cartazes com a mesma mensagem. Vídeos do protesto foram posteriormente carregados nas redes sociais e parte do protesto foi transmitida ao vivo no Facebook.

#### 12 de dezembro
O Serviço de Parques Nacionais concedeu uma permissão permitindo que a organização conservadora Women for America First realizasse um evento na Freedom Plaza em Washington, D.C., em 12 de dezembro, com uma previsão de público de mais de cinco mil pessoas. No dia do evento, cerca de 200 membros dos Proud Boys juntaram-se a uma marcha perto da Plaza e do Trump International Hotel, vestidos com uniformes de combate e coletes balísticos, e supostamente carregando capacetes. Membros relatados do Antifa também estavam presentes, e ambos os grupos entraram em confronto naquela noite. Em confrontos entre manifestantes e contramanifestantes, quatro pessoas foram esfaqueadas e pelo menos 23 foram presas.
Trump reconheceu o protesto em Washington, tuitando: "Nossa! Milhares de pessoas se formando em Washington (D.C.) para Stop the Steal. Não sabia disso, mas vou vê-los!" e passou de carro em uma carreata. Mike Flynn falou para as multidões, afirmando: "Minha ordem para vocês é voltar para onde vieram e fazer exigências. A Constituição dos EUA não é sobre liberdade coletiva, é sobre liberdades individuais, e eles a projetaram assim". Marchas separadas, chamadas "marchas de Jericó", foram promovidas por grupos religiosos, e a organização "Stop the Steal", ligada a Roger Stone, com marchas planejadas na Geórgia, Pensilvânia, Michigan, Wisconsin, Nevada e Arizona. Em Indianápolis, manifestantes no Capitólio do Estado de Indiana, incluindo membros dos Proud Boys, protestaram contra os resultados eleitorais e as regras obrigatórias de máscaras [en].

#### 19 de dezembro
Em Sacramento, a polícia fez várias prisões perto do Capitólio do Estado da Califórnia enquanto manifestantes pró-Trump e anti-Trump entraram em confronto sobre os resultados eleitorais. Grupos de extrema-direita, como os Proud Boys, vinham protestando contra os resultados perto do Capitólio todos os fins de semana desde a eleição.

### Janeiro de 2021

#### 4 de janeiro
O líder dos Proud Boys, Enrique Tarrio, foi preso e acusado de destruir um cartaz do Black Lives Matter na Igreja Metodista Unida de Asbury em Washington, D.C., durante o comício pró-Trump em 12 de dezembro.

#### 5 de janeiro
Em 5 de janeiro de 2021, a prefeita de Washington D.C. Muriel Bowser ativou 340 membros da Guarda Nacional do Distrito de Colúmbia [en] devido a um protesto organizado de apoiadores pró-Trump planejado para se reunir naquela noite.

#### 6 de janeiro – Washington D.C.

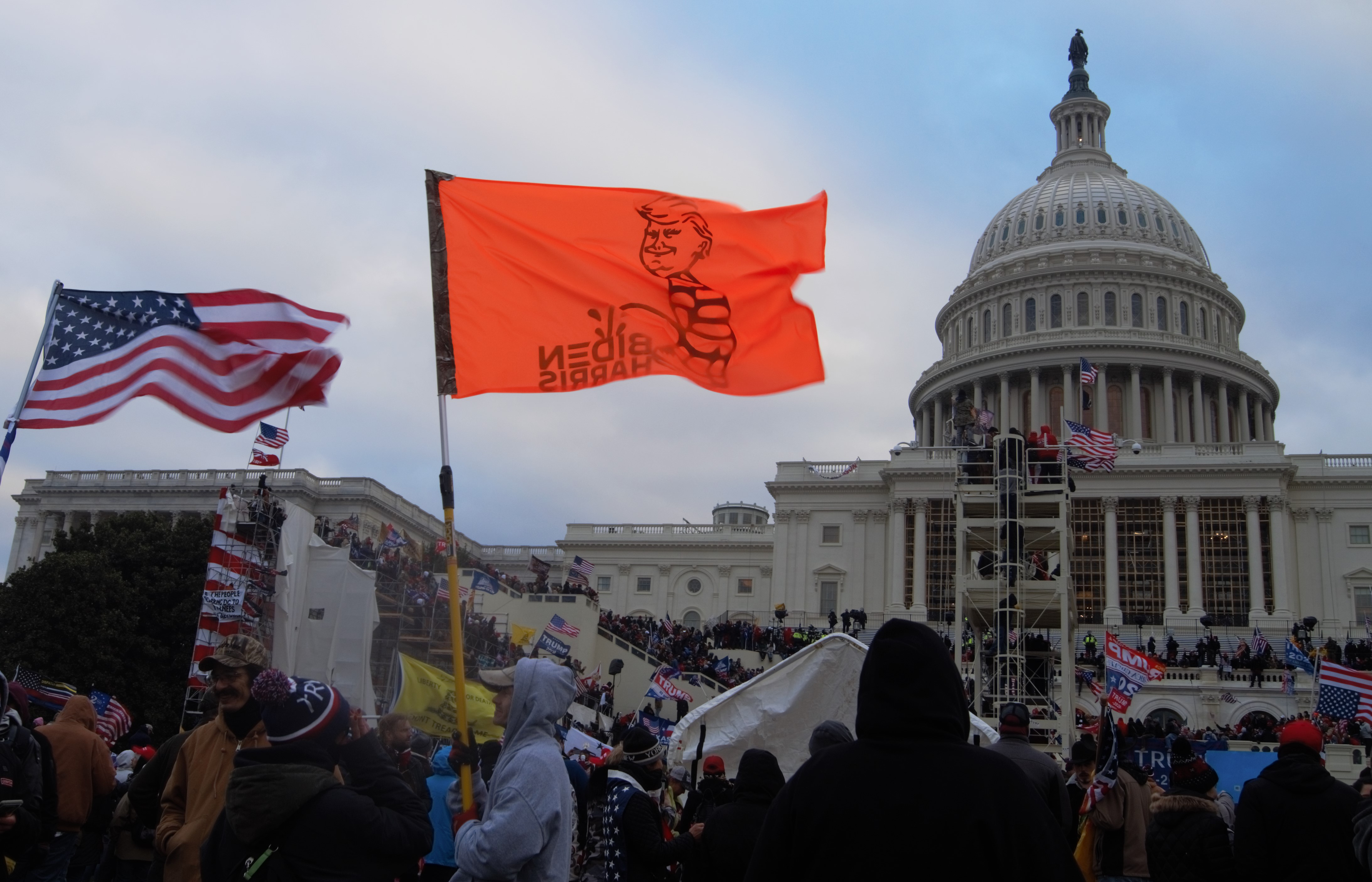
Manifestantes pró-Trump invadem o edifício do Capitólio dos EUA, 6 de janeiro de 2021

Em 6 de janeiro, os manifestantes planejaram marchar até o Capitólio dos Estados Unidos. O presidente Donald Trump apoiou o protesto planejado por meio de tuítes. A prefeita Bowser pediu aos residentes que não participassem dos protestos para "evitarem confrontos com qualquer pessoa que esteja procurando briga".
Uma multidão de vários milhares primeiro ouviu um discurso de Trump, no qual ele repetiu suas alegações de que a eleição havia sido roubada e disse: "Nunca vamos desistir. Nunca vamos ceder. ... Nosso país já teve o suficiente. Não vamos mais aceitar isso." Ele instou-os a marchar sobre o Capitólio para "fazer suas vozes serem ouvidas de forma pacífica e patriótica", mas também para "mostrar força".
Muitos ouvintes então marcharam sobre o Capitólio, onde romperam as barricadas, quebraram janelas e invadiram o edifício do Capitólio. Eles marcharam pelo Salão das Estátuas. Os manifestantes invadiram os escritórios da Presidente da Câmara Nancy Pelosi, virando mesas e arrancando fotos das paredes; houve saque no Capitólio.
O Capitólio foi trancado, o Senado e a Câmara interromperam suas discussões sobre a contagem eleitoral, e o vice-presidente Pence foi "levado rapidamente" para fora da câmara. Os membros do Congresso foram instruídos a colocar máscara de gás após as forças de segurança começarem a usar gás lacrimogêneo dentro do prédio. A ABC News relatou tiroteios no edifício do Capitólio e um confronto armado na porta da frente das câmaras da Câmara. O The New York Times também informou que a polícia sacou armas dentro da câmara da Câmara dos Representantes.
Vários policiais foram feridos na violência da multidão no Capitólio. Um [en] faleceu no dia seguinte, e outro cometeu suicídio no fim de semana seguinte. Uma mulher foi baleada dentro do Capitólio por um policial do Capitólio enquanto escalava uma janela quebrada no Lobby do Presidente – ela faleceu posteriormente. Pelo menos um dispositivo explosivo improvisado foi encontrado no terreno do Capitólio, e outro a poucos quarteirões de distância na sede do Partido Republicano.
Após a invasão do Capitólio dos EUA, mais de 250 membros do Congresso pediram o impeachment imediato de Trump e sua remoção pelo Congresso, ou pela invocação da Vigésima Quinta Emenda à Constituição dos Estados Unidos. Autoridades estaduais que descreveram a conduta de Trump como passível de impeachment incluem o vice-governador de Maryland, Boyd Rutherford.
A congressista Cori Bush apresentou uma resolução para investigar e expulsar membros da Câmara do Partido Republicano que apoiaram o desafio aos resultados eleitorais, afirmando que eles violaram seu juramento de posse. Até 25 de outubro de 2021, a resolução ainda aguardava votação.

#### 6 de janeiro – Capitólios estaduais e cidades

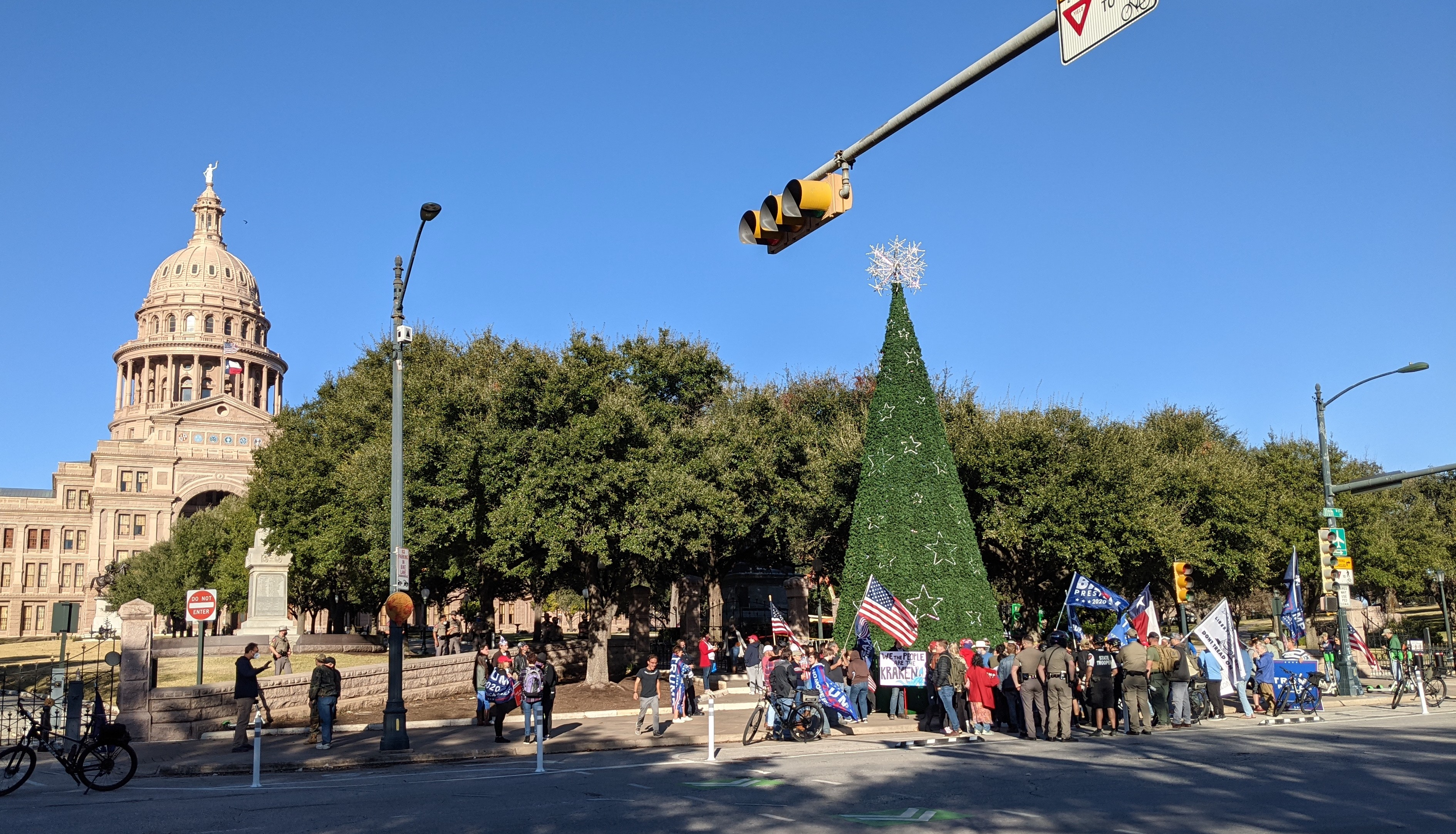
Apoiadores de Trump e polícia no Capitólio do Estado do Texas em 6 de janeiro de 2021

Vários estados registraram manifestações e protestos armados em capitólios estaduais ou nas ruas em 6 de janeiro, com a participação de dezenas a centenas de pessoas. Medidas preventivas, como o fechamento de capitólios estaduais e a evacuação de membros e funcionários, foram tomadas em vários estados em resposta aos eventos em Washington D.C. Em alguns estados, os eventos foram marcados por incidentes ou preocupações específicas de segurança.
- Na Califórnia, onze pessoas foram presas por posse ilegal de spray de pimenta durante uma manifestação perto do Capitólio estadual em Sacramento. Pelo menos um caso de agressão foi relatado. Várias ruas foram fechadas no centro de Sacramento, e algumas linhas de ônibus foram suspensas, com mais de duzentos policiais destacados para a manifestação. Alguns membros da multidão usavam camisetas em apoio aos Proud Boys, grupo de extrema-direita.[114] Também houve protestos na região de Los Angeles, incluindo na sede do Departamento de Polícia de Los Angeles, no centro; bem como em Beverly Hills e em Newport Beach. Um incidente foi relatado em que um manifestante pulverizou um contramanifestante com um irritante químico.[115] Durante os protestos em Los Angeles, uma multidão de trinta a quarenta apoiadores de Trump agrediu fisicamente uma mulher negra que caminhava pela rua, gritando insultos raciais e entoando "All Lives Matter" enquanto a empurravam, batiam, pulverizavam com spray de pimenta e arrancavam suas extensões de cabelo.[116][117]
- Na Geórgia, cerca de sessenta ativistas pró-Trump se reuniram do lado de fora do Capitólio estadual em Atlanta,[118] incluindo membros armados de movimentos de milícia.[119] Um complexo de tribunais e dois outros edifícios governamentais foram fechados por precaução.[118] Chester Doles, ex-membro da Ku Klux Klan que lidera o grupo de extrema-direita American Patriots USA, tentou entrar no capitólio estadual para entregar uma "reparação de queixas" sobre a eleição ao Secretário de Estado da Geórgia Brad Raffensperger;[119] no entanto, Raffensperger e sua equipe evacuaram cedo por precaução.[119][118][112]
- No Kansas, no Capitólio estadual em Topeka, milhares de manifestantes pró-Trump realizaram um comício no gramado do Capitólio. Os manifestantes ergueram uma forca com uma corda de enforcamento em frente ao capitólio estadual, com as palavras "morte aos tiranos" gravadas na madeira da forca. Cerca de cem manifestantes entraram no capitólio estadual e entoaram "Trump 2020" e "EUA" antes de serem solicitados a sair pela polícia estadual. Não foram relatadas prisões.[120]
- Em Oklahoma, no Capitólio estadual em Oklahoma City, uma prisão foi feita sob acusações de tentativa de incêndio criminoso, além de agressão e lesão corporal, por tentar atear fogo nas bandeiras de outras pessoas.[121] O protesto contou com centenas de participantes e, fora isso, foi pacífico.[122]
- Em Oregon, prisões foram feitas após centenas de pessoas se reunirem do lado de fora do Capitólio do Estado de Oregon em Salem.[123]
- Em Washington, ativistas pró-Trump, alguns dos quais armados, romperam os portões da Mansão do Governador de Washington no Campus do Capitólio Estadual em Olympia, e ocuparam o gramado da frente, provocando um confronto com a Patrulha Estadual.[124][125]

Eventos pró-Trump ocorreram sem incidentes em Indiana, Minnesota, Nevada, Nebraska, Ohio, Arizona, Colorado, Kansas, Michigan, Pensilvânia, Tennessee, Texas, Wisconsin e Wyoming.

#### 9 de janeiro
Em Frankfort, cerca de cem manifestantes fortemente armados se reuniram para um "comício patriótico" do lado de fora do Capitólio do Estado de Kentucky enquanto a Assembleia Geral estava em sessão. "Três dias após terroristas domésticos atacarem nosso Capitólio dos EUA, houve um comício de milícia em Frankfort. Eles trouxeram algemas de plástico. Não seremos intimidados," tuitou o Governador Andy Beshear [en] em resposta.

#### 17 de janeiro
O FBI informou que protestos estavam sendo planejados para todos os capitólios estaduais dos EUA (e Washington) provavelmente entre 16 e 20 de janeiro, sendo o dia 17 simbólico para QAnon e o dia 20 o Dia da Posse. Preparativos de segurança substanciais foram realizados para proteger o Capitólio dos Estados Unidos, capitólios estaduais e outros locais contra possíveis ameaças, e os protestos ocorreram em cerca de uma dúzia de estados, com um pequeno número de participantes.
- Em Lansing, os protestos no Capitólio de Michigan atraíram cerca de 150 manifestantes e uma forte presença da Guarda Nacional de Michigan. Alguns manifestantes com rifles AR-15 juntaram-se a outros manifestantes no Capitólio. As autoridades disseram que não houve prisões ou incidentes de violência. Além da Guarda Nacional, veículos militares estavam presentes perto do edifício do Capitólio, e um helicóptero sobrevoou o local durante a maior parte do dia.[135]
- Em Austin, uma multidão de cerca de cem pessoas, muitas armadas e focadas em direitos de porte de armas, reuniu-se fora do Capitólio do Texas. O Departamento de Segurança Pública do Texas fechou o Capitólio ao público em 15 de janeiro após obter informações de que "extremistas violentos" planejavam chegar para novos protestos durante o fim de semana.[136]

Protestos e manifestações armadas menores também ocorreram nos capitólios estaduais de Kentucky, Maine, Ohio, Carolina do Sul, Dakota do Sul, Utah, Virgínia.

### Fevereiro de 2021
Em 15 de fevereiro, um comício foi realizado por apoiadores de Trump em West Palm Beach, Flórida para o Dia dos Presidentes.

### Março de 2021
Em 5 de março, em Lafayette, Califórnia, manifestações pró-Trump continuaram no viaduto El Curtola, levando a cidade a solicitar apoio adicional da Patrulha Rodoviária da Califórnia e do Departamento de Transporte da Califórnia. Em 6 de março, apoiadores armados de Trump em Nova York entraram em confronto com manifestantes anti-Trump perto da Torre Trump. Durante o evento, um policial foi atacado com água sanitária. Pelo menos quatro pessoas foram presas depois. Em 20 de março, mais de 100 apoiadores de Trump em Raleigh, Carolina do Norte se reuniram para protestar contra as restrições de COVID-19 da Carolina do Norte.

### Abril de 2021
Em 11 de abril, um protesto do White Lives Matter [en] foi realizado em Huntington Beach, Califórnia, com vários apoiadores de Trump se tornando violentos ao entrarem em confronto com contramanifestantes.

## Protestos anti-Trump

### Novembro de 2020

#### 4 de novembro

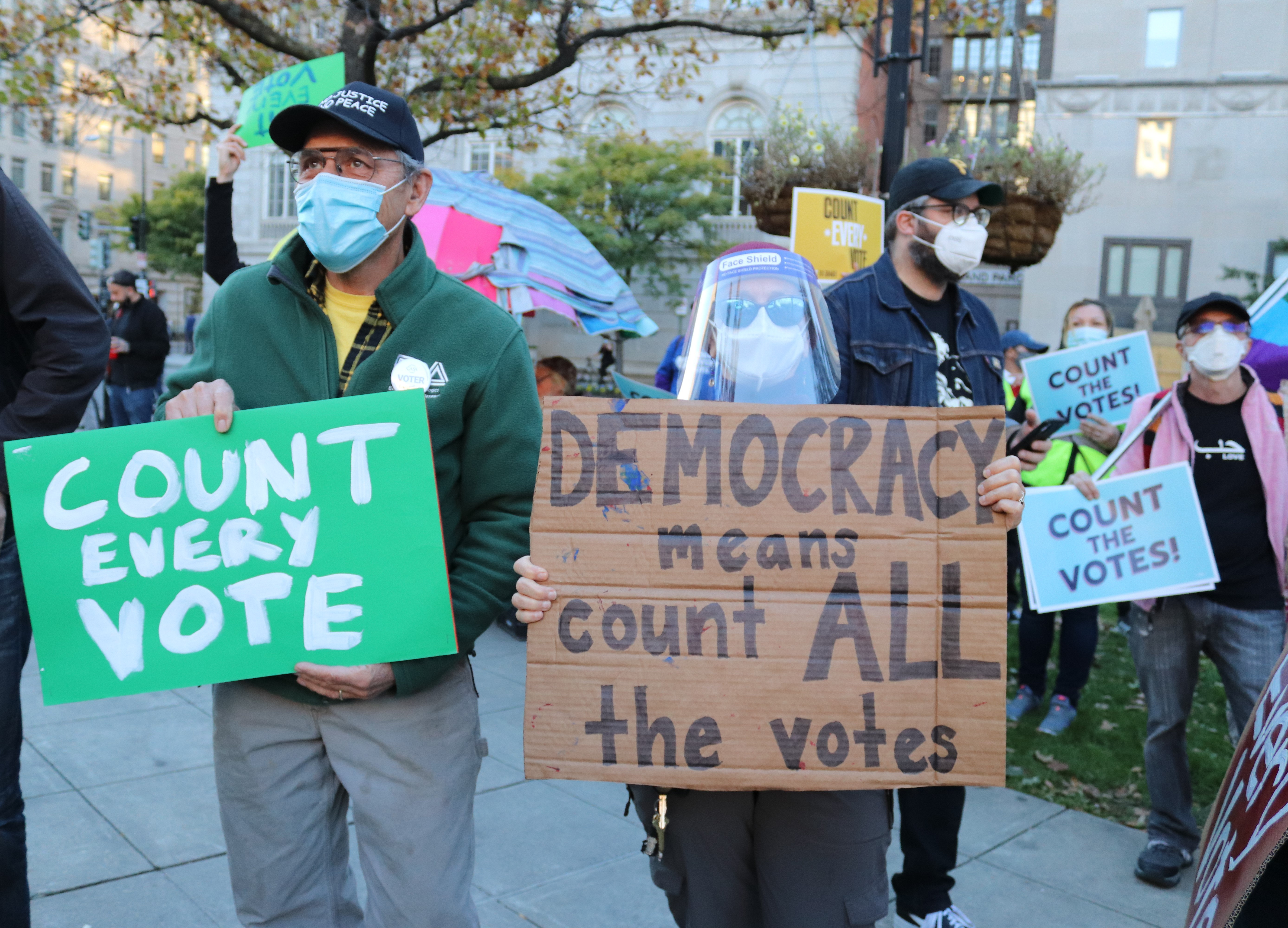
Comício "Contar Cada Voto" em Washington, D.C., 4 de novembro de 2020

Manifestações foram realizadas em várias cidades, incluindo Dallas, Kansas City e Pittsburgh, exigindo a contagem de cada voto.
- Em Chicago, centenas de manifestantes anti-Trump se reuniram para expressar sua indignação contra a exigência de Trump para interromper a contagem de votos. As autoridades da cidade ergueram a Ponte da Wabash Avenue como medida preventiva para evitar distúrbios perto da Torre Trump.[152]
- Em Houston, vários protestos diferentes ocorreram no centro da cidade. Um grupo marchou com cartazes anti-Trump da Prefeitura de Houston [en] até um edifício federal. A Fox 26 [en] informou que "membros do grupo portavam armas e usaram um taco de beisebol para bater em uma piñata do presidente Donald Trump."[153]
- Em Minneapolis, dois grupos de manifestantes deveriam marchar dois milhas, um começando na Cedar Avenue no bairro Cedar-Riverside, e outro a partir do Hennepin County Government Center no centro. Centenas de manifestantes começaram a caminhar pela Interstate 94 em direção leste, causando engarrafamentos de milhas. A polícia prendeu e depois liberou 646 manifestantes que bloqueavam a Interstate 94.[154][155]
- Em Manhattan, manifestantes e polícia entraram em confronto perto da Union Square, resultando em 25 prisões e mais de 30 intimações. A polícia relatou ter encontrado armas em algumas pessoas na marcha, incluindo facas, um Taser e explosivos M-80.[156][154]
- Em Portland, Oregon, manifestantes anti-Trump exigiram que cada voto na eleição fosse contado. Isso levou à declaração de um tumulto após a polícia observar pessoas quebrando janelas de negócios. A governadora de Oregon, Kate Brown, ativou a Guarda Nacional do estado para ajudar a polícia a gerenciar os distúrbios.[157]
- Em Seattle, centenas foram às ruas para exigir a contagem completa de todos os votos e a interrupção dos desafios de Trump para parar as contagens em alguns estados-chave. Sete pessoas foram presas em Capitol Hill sob suspeita de obstrução, interferência de pedestres, danos à propriedade, resistência à prisão e agressão a policiais.[158]

#### 5 de novembro
Em Filadélfia, grupos de manifestantes anti-Trump e pró-Trump se reuniram e depois entraram em confronto fora do Centro de Convenções da Filadélfia.

#### 8 de novembro
Em St. Louis, manifestantes de grupos liberais se reuniram no centro para celebrar a derrota de Trump e promover reformas políticas progressistas.

## Protestos anti-Trump e anti-Biden

### Novembro de 2020
Em Portland, centenas de anarquistas e antifascistas protestaram contra ambos os candidatos presidenciais. Os manifestantes carregavam cartazes dizendo "comunidades fortes tornam os políticos obsoletos" e "não queremos Biden, queremos vingança"; eles também gritavam "fora Biden". Uma pequena seção de manifestantes começou a tumultuar perto de uma instalação de detenção do Serviço de Imigração e Alfândega dos Estados Unidos. A Guarda Nacional do Exército de Oregon foi enviada para Portland. 17 manifestantes foram presos. Anarquistas geralmente abraçam a noção de "geração ingovernável", a ideia de que o sistema político é inerentemente quebrado; eles rejeitam a política partidária, bem como o sistema eleitoral, argumentando que a mudança deve ser feita por meio de organização de base, solidariedade e ajuda mútua.

### Janeiro de 2021

#### 20 de janeiro
No centro de Seattle, tumultos eclodiram após a posse de Joe Biden. Durante os distúrbios, veículos e prédios foram danificados, incluindo o Tribunal William Kenzo Nakamura. Duas pessoas foram presas, uma por agressão e outra por danos à propriedade. Em Portland, manifestações semelhantes, apelidadas de "J20", eclodiram entre manifestantes antifascistas e autoridades locais. Segundo o Departamento de Polícia de Portland, até 150 manifestantes se reuniram no Revolution Hall e marcharam até a sede do Partido Democrata de Oregon [en], e confrontos com a polícia seguiram-se. Os manifestantes denunciaram publicamente Biden enquanto defendiam várias causas de justiça social. Oito adultos foram presos. Um segundo protesto pacífico foi realizado no Parque Irving no nordeste de Portland, onde cerca de 150 pessoas se reuniram em protesto contra a presidência e as políticas de Biden.